# Pierre Jules Lejeune
Pierre Gilles Joseph Jules Lejeune (Borgworm, 13 maart 1819 - 23 november 1898) was een Belgisch volksvertegenwoordiger en burgemeester.

## Levensloop
Jules Lejeune was een zoon van de notaris en burgemeester Charles Lejeune en van Marie Raymackers. Hij trouwde met Caroline Cartuyvels. Hij was een broer van volksvertegenwoordiger Guillaume Lejeune.
Hij was notaris in Borgworm van 1846 tot 1880. In 1876-1878 was hij voorzitter van de Kamer van notarissen van het arrondissement Luik.
Van 1866 tot 1894 was hij burgemeester van Borgworm.
In 1878 werd hij verkozen tot liberaal volksvertegenwoordiger voor het arrondissement Borgworm en vervulde dit mandaat tot in 1886.